# Zhu Minyuan
Zhu Minyuan és una esportista xinesa que va competir en piragüisme en la modalitat d'aigües tranquil·les, guanyadora d'una medalla de plata al Campionat Mundial de Piragüisme de 2006 en la prova de K2 1000 m.

## Palmarès internacional
| Campionat del món | Campionat del món | Campionat del món | Campionat del món |
| Any               | Lloc              | Medalla           | Esdeveniment      |
| ----------------- | ----------------- | ----------------- | ----------------- |
| 2006              | Szeged ( Hongria) | 2                 | K2 1000 m         |